# Castelforte
Castelforte és un comune (municipi) de la província de Latina, a la regió italiana del Laci. Es troba als peus del massís dels Monts Auruncs (Monti Aurinci).
Castelforte limita amb els municipis de Coreno Ausonio, Rocca d'Evandro, Sant'Andrea del Garigliano, Santi Cosma e Damiano, Sessa Aurunca i Vallemaio.
A 1 de gener de 2019 tenia 4.189 habitants.